# Karl Theodor zu Toerring-Jettenbach
Karl Theodor Graf zu Toerring-Jettenbach genannt Toto (* 22. September 1900 in Winhöring; † 14. Mai 1967 in München) war ein bayerischer Unternehmer.

## Leben
Karl Theodor Graf zu Toerring-Jettenbach war der Sohn von Sophie Adelheid in Bayern und Hans Veit zu Toerring-Jettenbach. Vom 29. Oktober 1929 bis zu seinem Ableben war er Erbgraf Toerring. Karl Theodor heiratete am 9. Januar standesamtlich in München und am 10. Januar 1934 auf Schloss Seefeld (Oberbayern) Prinzessin Elisabeth von Griechenland und Dänemark. Ihre Kinder waren Hans Veit Kaspar Nikolaus Graf zu Toerring-Jettenbach (* 11. Januar 1935) und Helene Marina Elisabeth Gräfin zu Toerring-Jettenbach (* 20. Mai 1937 in Winhöring). Helene heiratete 1956 Ferdinand von Habsburg-Lothringen (* 6. Dezember 1918; † 6. August 2004). Die beiden Schwestern seiner Frau waren Olga von Griechenland, verheiratet mit Prinz Paul von Jugoslawien, und Marina von Griechenland, die am 29. November 1934 George, 1. Duke of Kent heiratete. Die Familie traf sich in Schloss Frauenbühl in Winhöring.
1935 verlegte Toerring-Jettenbach den Sitz der Familie in München vom Palais Toerring am Karolinenplatz in die Cuvilliesstraße 8–10. Anschließend wurde das Toerring-Palais am Karolinenplatz in die Partei-Kanzlei der NSDAP integriert. Sein Schwager, Prinzregent Paul von Jugoslawien, machte im Juni 1939 einen Staatsbesuch im Deutschen Reich. Nach den Aufzeichnungen von Juan de Borbón y Battenberg trafen sich die Toerrings am 2. Juni 1939 bei Christoph von Hessen-Kassel (* 14. Mai 1901; † 7. Oktober 1943), dem Leiter des Forschungsamts im Palais Bellevue (Kassel) zu einem Abendessen. Prinzregent Paul unterzeichnete am 25. März 1941 den Dreimächtepakt in Wien.
Am 18. Dezember 1952 gründete Toerring-Jettenbach zusammen mit Edmond Uher und dessen Ehefrau Fiametta Uher die UHER Werke München GmbH.